# Триллиум (водохранилище)
Три́ллиум (англ. Trillium Lake) — водохранилище в США, в северной части штата Орегон. Расположено в 12 км к юго-западу от горы Худ. Образовано плотиной, которая была построена на реке Мад (приток реки Салмон) Государственным департаментом дикой природы в 1960 году.
Площадь поверхности — 0,36 км². Объём воды — 0,00047 км³. Площадь водосборного бассейна — 2,6 км². Высота над уровнем моря — 1098 м. Размеры — 0,9 на 0,45 км. Максимальная глубина составляет 6,4 м. Является популярным туристическим объектом.